# 藁谷英孝
藁谷 英孝（わらがい　ひでたか、天保2年4月（1831年）-明治41年（1908年）1月）は幕末の日向国延岡藩士。明治時代初期の官吏。鹿児島県宮崎支庁長。諱は英孝。通称は甚兵衛。実家は加藤氏。延岡藩士時代の石高150石。
西南戦争において鹿児島県令大山綱良の書面を持ち帰って、塚本長民や大島味膳に西郷隆盛と私学校党率いる西郷軍に呼応する延岡隊を結成させ、軍資金確保を行うなど、延岡隊の意思決定を主導した。また鹿児島県宮崎支庁長として西郷軍に前半は積極的に、後半はやむを得ず協力した。

## 生涯
延岡において加藤氏の子として出生し、石高150石の藁谷氏を継ぐ。藩校文武寮（廣業館）に学び、無敵流剣術を能くする。明治維新後に塚本長民同様に少参事となる。延岡藩は廃藩置県により延岡県となり、合併により美々津県を経て宮崎県となると、宮崎県大属となる。

### 宮崎支庁長就任と延岡隊結成
明治9年（1876年）8月21日に宮崎県は鹿児島県と合併・統合すると、翌10年（1877年）に鹿児島県二等属に転じて、鹿児島県宮崎支庁長に就任した。
就任早々に旧鹿児島城下では私学校党による同年1月29日の弾薬掠奪事件、2月3日には中原尚雄らからの西郷暗殺に関する「自白書」がとられたことから西郷が兵を率いて上京する方向になり、藁谷は大山綱良の書面を宮崎支庁に持ち帰る。
小倉処平の兄で宮崎支庁詰の長倉訒が伊東直記らと旧飫肥藩士を中心とした飫肥隊を結成し、鮫島元や島津啓次郎、鹿児島県御用掛の小牧秀發らが旧佐土原藩士を中心とした佐土原隊を結成すると、2月8日に当時延岡にいた塚本長民と大島味膳に対して西郷暗殺疑惑の発覚と西郷の出兵の目的、延岡からの出兵催促の書面を送り、さらに翌日2月9日に大和田伝蔵を使いとして飫肥隊と佐土原隊の出発と再度の延岡からの出兵催促を長民と味膳に送り、宮崎支庁での長民らの大山県令の書面の確認を経て延岡隊が結成される。

### 西郷軍への協力と政府軍への帰順失敗
藁谷は前線に出なかったが、延岡隊の出発に際して、物産会社と延岡の富豪などより軍資を調達する。藁谷は宮崎支庁長ながら当初は西郷軍への協力姿勢が強く、3月上旬に貴島清が兵を率いて旧宮崎県に募兵に訪れると納税5000円を供給し、西郷軍病院掛の有馬雄之進の求めに応じて、大阪商人の大井金象に2000円を与えて病院用薬品を購入させている。
しかしながら鹿児島城下に兵を率いた勅使が到着し、県令の大山が3月21日に県令を罷免、岩村通俊が県令となると方針を転換し、塚本ら延岡隊に政府軍へ降伏すべき旨が伝える。このために明治10年（1877年）5月には延岡隊は政府軍征討先鋒本部へ降伏帰順する方向となり、政府軍への帰順を願い出るために長民らは延岡隊総代として鹿児島へ下ったのとは別に、藁谷も鹿児島の政府軍征討先鋒本部へ赴こうとするが、鹿児島県での戦闘により吉野までしか通ることができずに、長民ら同様に鹿児島城下の政府軍征討先鋒本部に赴くことに失敗する。

### 軍務所成立と政府軍への降伏
藁谷が鹿児島の政府軍征討先鋒本部への帰順願いにより留守にしている間、西郷軍日向参軍となった鮫島元と横山直右衛門らにより宮崎支庁が占拠され、宮崎に入った桐野利秋が宮崎支庁に西郷軍本営を置き、宮崎支庁は軍務所と改名される。さらに桐野や西郷軍日向参軍坂田諸潔より、非協力な者を軍法にかけるとの圧力があったために藁谷は引き続き西郷軍に資金面や募兵で協力することとなる。
こうした経緯もあり、7月31日に西郷軍の敗北で宮崎が政府軍に占領されると、藁谷は宮崎支庁を開き、長民や味膳ら延岡隊の主要人物より一足早く政府軍に投降する。なお延岡に本営を置いた野村忍介率いる西郷軍奇兵隊が政府軍の大分県からの進軍を持ちこたえた為に降伏が遅れた延岡隊の主要人物も延岡が政府軍に陥落した8月14日までに降伏した。

### 西南戦争後
西南戦争後、長民や味膳、大島景保が懲役3年となる中、藁谷は懲役10年を命じられるが特赦により数年ほどで赦される。藁谷は晩年を神奈川県鎌倉扇谷で過ごし、病没する。享年77。